# 富山県リハビリテーション病院・こども支援センター
富山県リハビリテーション病院・こども支援センター（とやまけんリハビリテーションびょういん・こどもしえんセンター）は、富山県富山市にある病院である。富山県のリハビリテーション医療の中核施設として位置付けられている。

## 概要
2016年1月1日に高志リハビリテーション病院（県内で唯一の公立リハビリテーション専門病院として1984年10月1日開院）、高志学園、高志通園センターを一体化して設立された。

## 診療科目
診療科
リハビリテーション科、内科、脳神経内科、小児科、整形外科、脳神経外科、歯科
非常設科
精神科、泌尿器科、皮膚科、眼科、耳鼻咽喉科
専門外来
義肢・装具、パーキンソン病、非侵襲的脳刺激治療、嚥下、糖尿病、甲状腺、腎臓・高血圧、手・足の外科、リウマチ、児童精神、てんかん、高次脳機能、ボツリヌス

## 建物
- 敷地面積：99,101.37 m2[2]
- 延床面積：29,096.44 m2[1]

リハビリ病院・こどもセンターの建物は鉄筋コンクリート造5階建て一部6階建て（3階以上は鉄骨）である。また、旧病院（地下1階地上5階建て鉄筋コンクリート造）の一部（地階、1階、2階及び5階）も使用されている。
病床数は232床（回復期リハビリテーション病床100床・一般病床50床・こどもセンター52床・療養介護棟30床）。

## 交通アクセス
- 東富山駅より地鉄バス、リハビリテーションセンター行乗車、終点下車。
- 富山駅南口よりリハビリテーションセンター行乗車、終点下車。